# Polypodium loreum
Polypodium loreum là một loài dương xỉ trong họ Polypodiaceae. Loài này được Klf., Kze. mô tả khoa học đầu tiên năm 1839.
Danh pháp khoa học của loài này chưa được làm sáng tỏ. 